# Hàrpal (tresorer)
Hàrpal (Hàrpalus, Ἅρπαλος) fou un noble macedoni, fill de Macates (Machatas) de la família reial de Elimiotis i nebot del rei Filip II de Macedònia que estava casat amb Fila, germana de Macates. Tot i aquest enllaç matrimonial la casa reial d'Elimiotis era generalment contrària a la casa reial de Macedònia i Filip II va annexionar el regne i va abolir la monarquia.
Hàrpal apareix residint a la cort del rei de Macedònia i li fou confiada alguna missió d'importància però en general no sembla que fou un dels més propers del rei, i a aquesta circumstància s'atribueix la proximitat d'Hàrpal amb Alexandre i la seva participació en les intrigues per l'enllaç del príncep amb la filla de Pixòdar de Cària, cosa que va molestar a Filip, que el va desterrar com a tots els que van participar en l'afer. Aquesta aparent desgràcia temporal el va afavorir a la mort de Filip. Alexandre el va cridar i el va promoure a importants càrrecs. Hàrpal va ser nomenat aviat superintendent del tresor i va acompanyar al rei a Àsia.
Probablement es va apoderar de diners del tresor i per por de ser descobert i castigat, poc després de la batalla d'Issos va fugir a Grècia i es va establir a Mègara. Alexandre li va escriure i li va demanar de tornar prometent oblidar el passat. Hàrpal es va reunir amb el rei a Tir quan Alexandre tornava d'Egipte (331 aC) i va obtenir el perdó i fou restablert en la seva antiga posició.
Quan Alexandre, després de conquerir Mèdia, va iniciar la seva expedició cap a orient en persecució de Darios III de Pèrsia, Hàrpal es va quedar a Ecbàtana amb sis mil soldats macedonis com encarregat del tresor reial. De la ciutat d'Ecbàtana es va traslladar a Babilònia, i va governar la satrapia sense perdre l'administració del tresor.
Durant l'absència d'Alexandre que era a l'Índia es va comportar amb els més extravagant luxe i va gastar una part del tresor que li havia estat confiat al mateix temps que perdia el suport del poble pels seus excessos i l'extorsió que practicava. Les dones natives eren obligades a servir als seus plaers i els dels seus amics, però a més va fer venir d'Atenes a una famosa prostituta de nom Pitionice a la que va rebre amb els més sorprenents honors, i quan va morir li va erigir dos costosos monuments, un a Babilònia i un a Atenes (aquest darrer és esmentat per Pausànies com un dels més esplèndids de Grècia). A Pitionice la va substituir Glicera, a la que els habitants de la satrapia havien de retre honors del tipus dels reservats generalment a les reines. Tot això va provocar les queixes dels oficials i funcionaris macedonis i entre ells l'historiador Teopomp de Quios que va escriure una carta a Alexandre exposant els seves queixes. També es van queixar Efialtes i Cissos, segons Plutarc.
Hàrpal esperava que Alexandre no tornaria de la seva expedició però quan es va assabentar que el rei estava tornant cap a Susa i que estava castigant amb inusual rigor a tots els oficials que eren culpables d'excessos, va decidir fugir amb el tresor que estava format per uns 5000 talents. Amb un cos de mercenaris de 6000 homes va seguir per la costa d'Àsia i va arribar a Àtica; ja havia enviat a Atenes un gran present de gra a canvi del qual va rebre la ciutadania atenenca i sembla que fou rebut amistosament a la ciutat però no se li van voler donar terres, i llavors va sortir cap a Tenaros on va deixar als mercenaris i va tornar a Atenes on de nou fou admès a la ciutat; va utilitzar el tresor reial a la seva conveniència, subornant als que li podien fer costat i aconseguint el suport del poble contra Alexandre i el seu regent a Macedònia, Antípater; entre els que es diu que va subornar estaven Demades, Càricles d'Atenes (gendre de Foció) i fins i tot el mateix Demòstenes, si bé això no pot ser comprovat i no passa d'una sospita.
Antípater va exigir la seva entrega. Els atenencs el van posar sota custòdia a l'espera de què Antípater enviés a buscar-lo. Però Hàrpal es va poder escapar de la presó i es va reunir amb els seus mercenària a Tenaros des d'on va transportar als soldats i el que li quedava del tresor cap a Creta.
Només arribar a l'illa fou assassinat segons uns per Timbró, un dels seus oficials, i segon altres per un macedoni de nom Pausànies.